# HC Slavia Prag

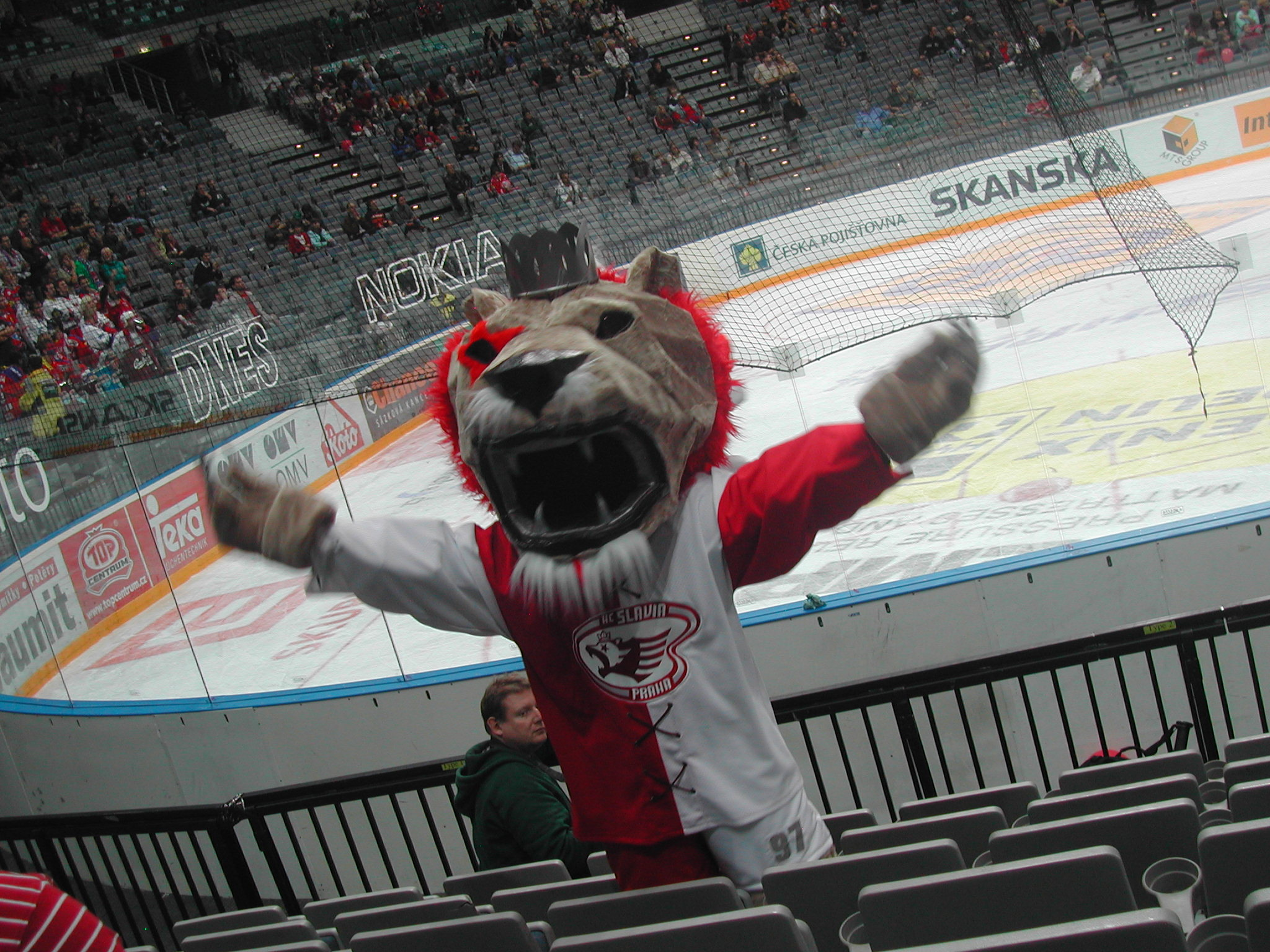
Klubbens maskot.

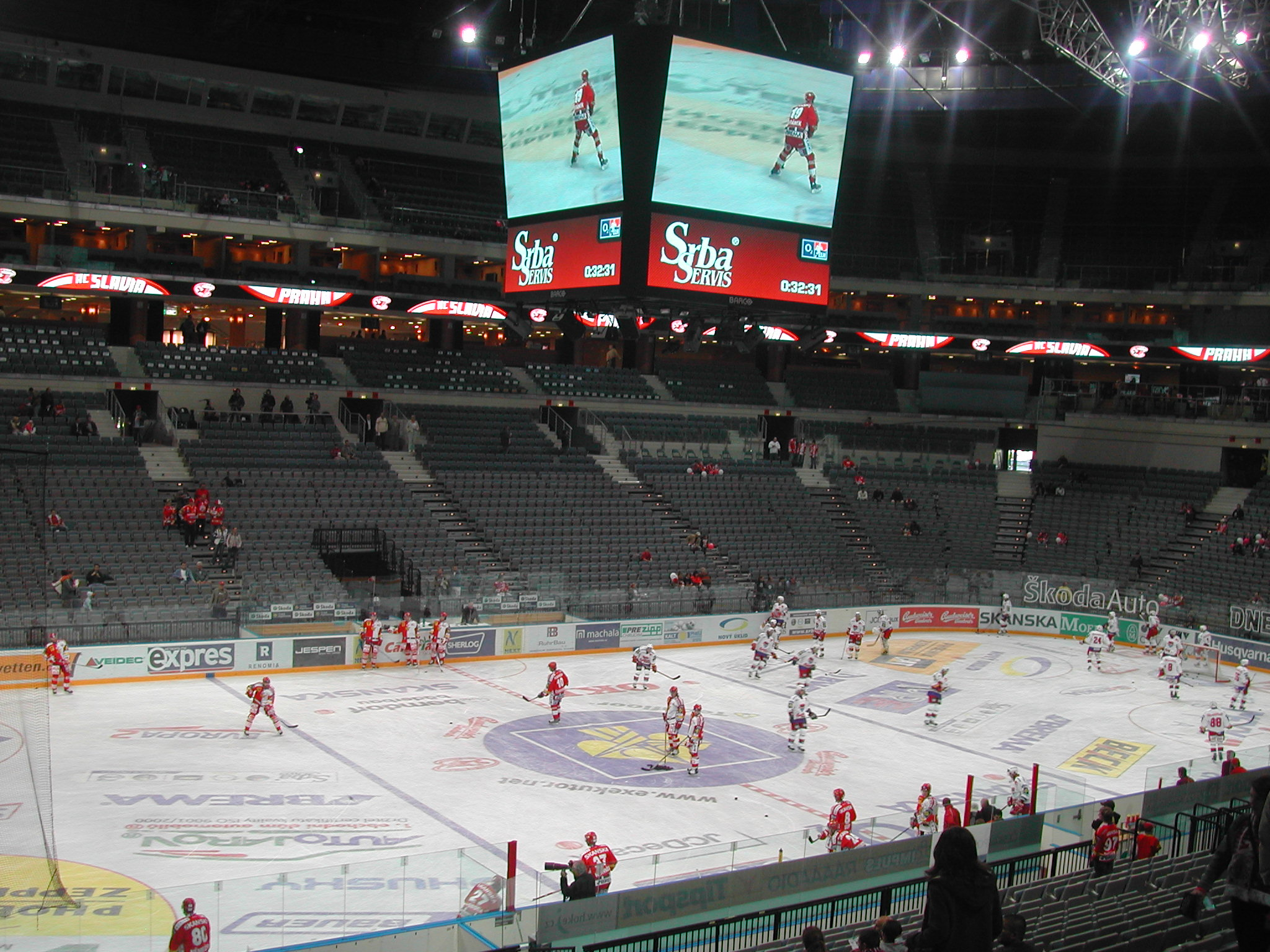
HC Slavia Praha i röd-vita tröjor 2007.

HC Slavia Prag (på tjeckiska: HC Slavia Praha) är en tjeckisk ishockeyklubb i Prag som bildades 1900 som en sektion i sportklubben Slavia Prag. Klubben spelar i Extraliga, och har sina hemmamatcher i O2 arena. Slavia Praha blev tjeckiska mästare 2003 och mästare i Böhmen 1909, 1911, 1912 och 1924.

## Tidigare klubbnamn
- 1900 – SK (Sportovní klub) Slavia Praha
- 1948 – Sokol Slavia Praha
- 1949 – Dynamo Slavia Praha
- 1953 – Dynamo Praha
- 1965 – Slavia Praha
- 1977 – Slavia IPS Praha
- 1993 – HC Slavia Praha

## Kända spelare
- Žigmund Pálffy
- Jaroslav Špaček